# گرگوریو سن میگل
گرگوریو سن میگل (اسپانیایی: Gregorio San Miguel‎؛ زادهٔ ۲ دسامبر ۱۹۴۰) دوچرخه‌سوار اهل اسپانیا است.